# Pawieł Biełow
Pawieł Aleksiejewicz Biełow (ros. Павел Алексеевич Белов, ur. 25 stycznia?/6 lutego 1897 w Szui, zm. 3 grudnia 1962 w Moskwie) – radziecki generał pułkownik, Bohater Związku Radzieckiego.

## Życiorys
Urodził się w miejscowości Szuja. Ukończył szkołę miejską, a następnie pracował na stacji kolejowej Iwanowo-Wozniesieńsk m.in. jako telegrafista.
W 1916 roku powołany do  armii rosyjskiej, gdzie służył w pułku huzarów. Pod koniec 1917 roku ukończył 2 Kijowską Szkołę Chorążych. Uczestniczył w I wojnie światowej, którą ukończył w stopniu chorążego.
W 1918 roku wstąpił do Armii Czerwonej, gdzie początkowo był instruktorem wyszkolenia bojowego oddziałów w Iwanowo-Wozniesieńsku. Od czerwca 1919 roku kolejno dowódca plutonu, szwadronu i pomocnik dowódcy pułku kawalerii, wziął udział w walkach w trakcie wojny domowej w Rosji.
Po zakończeniu wojny domowej w latach 1922–1926 dowódca 81 pułku kawalerii. W 1927 roku ukończył kurs doskonalący wyższych dowódców kawalerii, a po jego ukończeniu  został dowódcą samodzielnego szwadronu kawalerii. W 1930 roku został pomocnikiem szefa wydziału sztabu Moskiewskiego Okręgu Wojskowego. W czerwcu 1931 roku przydzielony do Rewolucyjnej Rady Wojskowej ZSRR jako oficer do zadań specjalnych członka rady Siemiona Budionnego, a we wrześniu 1932 roku został pomocnikiem inspektora kawalerii Armii Czerwonej.
W 1933 roku ukończył Akademię Wojskową im. Frunzego, a po jej ukończeniu został zastępcą dowódcy, a następnie dowódcą 7 Samarskiej Dywizji Kawalerii. Od czerwca 1937 roku szef sztabu korpusu kawalerii, we wrześniu 1939 roku uczestniczył w ataku ZSRR na Polskę.
W październiku 1940 roku został dowódcą dywizji strzelców górskich, a od marca 1941 roku dowódcą 2 Korpusu Kawalerii, którym dowodził w czasie ataku Niemiec na ZSRR, bierze udział w walkach na Froncie Południowym.
W listopadzie 1941 roku korpus został włączony w skład Frontu Zachodniego i wziął udział w bitwie pod Moskwą. Za zasługi w trakcie bitwy korpus został przemianowany na 1 Gwardyjski Korpus Kawalerii.
W czerwcu 1942 roku został mianowany dowódcą 61 Armii, wchodzącej w skład Frontu Briańskiego. Uczestniczył w operacji orłowskiej, a następnie w bitwie na łuku kurskim, po której armia weszła w skład odwodu Naczelnego Dowództwa. 7 września 1943 roku włączona została w skład Frontu Centralnego i wzięła udział w walkach na terenie Ukrainy, m.in. forsowała Desnę, Dniepr. Brał udział w działaniach w składzie 1 Frontu Ukraińskiego, 15 stycznia 1944 roku za wybitne zasługi w dowodzeniu wojskami w czasie forsowania Dniepru został nagrodzony tytułem Bohatera Związku Radzieckiego.
W lutym 1944 roku armia weszła w skład 2 Frontu Białoruskiego, a następnie 1 Frontu Białoruskiego, wzięła udział w operacji białoruskiej, po zakończeniu której weszła ponownie w skład odwodu Naczelnego Dowództwa Armii Czerwonej.
We wrześniu 1944 roku weszła w skład 3 Frontu Nadbałtyckiego i uczestniczyła w wyzwoleniu Rygi. Później w składzie 1 Frontu Nadbałtyckiego uczestniczyła w blokadzie wojsk niemieckich w Kurlandii.
Pod koniec grudnia 1944 roku weszła w skład 1 Frontu Białoruskiego i wzięła udział w operacjach wiślańsko-odrzańskiej, pomorskiej i berlińskiej.
Po zakończeniu wojny został dowódcą Dońskiego Okręgu Wojskowego, a następnie w latach 1946–1948 Północnokaukaskiego Okręgu Wojskowego. W 1949 roku ukończył kurs wyższych dowódców przy Wyższej Akademii Wojskowej im. Woroszyłowa, po ukończeniu którego został dowódcą Południowouralskiego Okręgu Wojskowego. Okręgiem tym dowodził do 1955 roku.
W latach 1955–1960 był przewodniczącym Komitetu Centralnego DOSAAF. W 1960 roku przeniesiony do rezerwy.
Zmarł w Moskwie, pochowany został na cmentarzu Nowodziewiczym.

## Awanse
- komdiw (4 czerwca 1940)
- generał major (4 czerwca 1941, w związku ze zmianą systemu stopni wojskowych w ZSRR)
- generał porucznik (2 stycznia 1942)
- generał pułkownik (26 lipca 1944)

## Odznaczenia
- Złota Gwiazda Bohatera Związku Radzieckiego (15.01.1944)
- Order Lenina (pięciokrotnie)
- Order Czerwonego Sztandaru (czterokrotnie)
- Order Suworowa kl. I (trzykrotnie)
- Order Kutuzowa kl. I
- Krzyż Kawalerski Orderu Virtuti Militari
- Order Krzyża Grunwaldu kl. III
- Order Wojskowy Czerwonego Sztandaru (Mongolia)
- Medal „Za obronę Moskwy”
- Medal „Za wyzwolenie Warszawy”
- Medal „Za zdobycie Berlina”
- Medal za Warszawę 1939–1945
- Medal za Odrę, Nysę, Bałtyk